# Лесное Конобеево
Лесное Конобеево — село в Шацком районе Рязанской области, центр Лесно-Конобеевского сельского поселения.

## География
Село Лесное Конобеево расположено на правом берегу Цны, в 15 км к востоку от Шацка.
На другом берегу Цны напротив Лесного Конобеева расположено село Польное Конобеево. Сёла соединяются 220-метровым мостом.

## История
Раньше на месте Конобеева были непроходимые леса и болота. С XII века местность, где впоследствии построили крепость Шацк, служила границей Рязанского княжества. По легенде, во времена монголо-татарского ига в одном из сёл татары построили что-то вроде скотобойни, уводили у жителей деревни лошадей и убивали там. Отсюда и название села — Конобеево.
Осенью 1670 года Разин приказал своим сподвижникам сосредоточиться «в Шацком уезде, в селе Конобеево», чтобы «иттить под Москву бояр побивать» (Рязанская энциклопедия. Т. 1. Рязань, 1999. — С. 528).
В 1944-1954 годах Лесное Конобеево было центром Конобеевского района.
До наших дней в Лесном Конобееве сохранилось много архитектурных и природных памятников. Например, руины Казанского храма, деревянная мельница, пещера. В пещере обитают занесённые в Красную книгу России летучие мыши ушаны.
- Пещеры закрыли

## Усадьба Лесное Конобеево
Усадьба тайного советника, сенатора и камергера И. А. Нарышкина (1761—1841), женатого на баронессе Е. А. Строгановой (1791—1840). Далее усадьба по родству принадлежала подполковнику Л. А. Нарышкину (1785—1846), женатому на графине О. Ф. Потоцкой (ум. 1861). Затем их дочери С. Л. Нарышкиной (1829—1894), вышедшей замуж за действительного статского советника графа П. П. Шувалова (1819—1900). С конца XIX века государственному деятелю, участнику русско-турецкой война 1877—1878 года, вице-президенту императорского скакового общества, министру двора графу Ил. Ив. Воронцову-Дашкову (1837—1916), женатому на графине Е. А. Шуваловой (1845—1924) и их сыну Ив. Ил. Воронцову-Дашкову (1868—1897), женатому на графине В. Д. Орловой (1870—1915).

## Население
| 1926 | 1989 | 2010 | 2012 |
| ---- | ---- | ---- | ---- |
| 1228 | ↘951 | ↘549 | ↗619 |

Население Лесного Конобеева составляет 660 человек (2002).

## Известные уроженцы
- Баландин, Василий Максимович — Герой Советского Союза.
- Лачинов Дмитрий Алексеевич (1842—1902) — русский физик и электротехник.
- Лачинов Павел Александрович (1837—1891) — профессор химии, синтезировал и изучал нитро-, циан- и галоген-бензолы и другие ароматические углеводороды.
- Гумилевский Дмитрий Григорьевич (архиепископ Филарет) (1805—1886) — историк православной церкви, уроженец села Конобеево.